# Cyllene (Griekenland)
Kyllini (Grieks: Κυλλήνη) is een stad in de deelgemeente (dimotiki enotita) Kastro-Kyllini van de fusiegemeente (dimos) Andravida-Kyllini, in de Griekse bestuurlijke regio (periferia) West-Griekenland.
Het is een kleine haven in het uiterste westen van de Peloponnesos (in de voormalige nomos Ilia). Van hieruit kan men de veerboot nemen naar de Ionische Eilanden; Zakynthos en Kefalonia. Het dorp was in de Middeleeuwen bekend als Clarence (in het Italiaans: Glarentza), de enige haven in Elis.

## De Oudheid
Het antieke Cyllene lag even ten noordwesten van het huidige dorp, en was wellicht reeds in mythologische tijden in gebruik. In 472 v.Chr. werd het georganiseerd als haven voor de stad Elis en is toen ook ommuurd. De ligging was immers erg gunstig voor de handelsroutes naar Magna Graecia en de Ionische Eilanden. Cyllene heeft een rol gespeeld in de Peloponnesische Oorlog. Hoewel Elis het op eis van de Spartanen in 398 v.Chr. ontmantelde, werd het in 314 opnieuw versterkt en diende het op het einde van de 3e eeuw v.Chr. als uitvalsbasis voor de Aetolische Bond. Het werd in 208 v.Chr. ingenomen door de Romeinse veldheer Sulpicius.

## De Middeleeuwen en daarna...
De stad Clarence werd op de plaats van het antieke Cyllene door westerse kruisridders gesticht in de 13e eeuw, en bleef tot in de 15e eeuw de belangrijkste havenstad van Morea, die levendige handel voerde met de Italiaanse steden. 
In de 13e eeuw genoot de stad het privilege haar eigen munten te slaan, die een gewaardeerd betaalmidel waren op de Europese financiële markten.
In de 14e eeuw was Clarence, bijgenaamd la Superbe, een van de geprivilegieerde bezittingen van het Napolitaanse koningshuis van Anjou, die er met tussenpozen verbleven en een er een luisterrijke hofhouding op nahielden. Als tussenstation op de zeevaartroutes naar het Oosten kreeg Clarence het bezoek van talrijke Genuese en Venetiaanse schepen. Het raakte druk bevolkt door zeelieden, handelaars, monniken, ridders en kunstenaars, en grote Europese banken installeerden er hun kantoren, waaronder de beroemde Acciaiuoli. Een vertegenwoordiger van deze familie Nicolo Acciaiuoli, raadsman van enkele leden van het huis Anjou, bracht het tot Prins van Kefalonia en Heer van Korinthe, en was beschermheer van Boccaccio, die Clarence tot decor maakte voor een van zijn verhalen uit de Decamerone.
Later kwam Clarence in handen van de Venetianen, die de naam italianiseerden tot Glarentza.
Rond 1428 echter werd de toenmalige heerser Carlo Tocco verslagen door Canstantijn Palaeologus, de despoot van Mystras. Deze eiste de hand van Tocco’s nichtje Theodora, alsook al diens bezittingen in Morea als bruidsschat. Zo werd Glarentza een Byzantijns stad. Vanaf dat ogenblik verloor zij geleidelijk haar belang, ten voordele van Mystras, tot zij uiteindelijk volledig in verval raakte. Toch bleef de middeleeuwse naam en reputatie bewaard tot in onze tijd: omdat een nichtje van Guillaume de Villehardouin ooit getrouwd was met koning Eduard III van Engeland, verbond zij de titel hertog van Clarence (Duke of Clarence) aan de Engelse kroon. Verschillende leden van het Engelse vorstenhuis droegen sindsdien deze titel (vb. prins Albert Victor, de oudste zoon van Eduard VII).